# 天野明弘
 天野 明弘 （あまの あきひろ、1934年2月17日 - 2010年3月25日）は、日本の経済学者。神戸大学・関西学院大学名誉教授。元兵庫県立大学副学長。専門は国際経済学、環境経済学。

## 経歴
1934年に大阪府に生まれる。1956年に神戸大学経営学部卒業、1958年に神戸大学大学院経営学研究科修士課程修了、直ちに同大学経営学部助手となる。1961年に講師、1964年に助教授となる。1963年にロチェスター大学からPh.D.を取得し、1966年に大阪大学から博士号を取得した。
1967年に大阪大学社会経済研究所助教授となり、1970年に再び神戸大学経営学部に戻る。1973年に同大学教授となる。1988年から1990年までは神戸大学経営学部の学部長を、1991年から1993年までは神戸大学総合情報処理センター長を務める。1995年に神戸大学を定年退官し、関西学院大学総合政策学部教授に就任する。関西学院大学総合政策学部では初代学部長を務める。2001年に財団法人地球環境戦略研究機関関西センター所長となり、2004年に兵庫県立大学副学長となる。

## 教育・研究
後進の教育にも情熱を注いだ教育者でもあった。門下の出井文男と池田新介は、ゼミでは温厚な顔で学生に接し、卒論の締め切り間際には学生を家に泊めたりと優しい一面を持ちながら、3回無断欠席したら破門だと語るなど厳しい一面も持ち合わせていたと語っている。学術的業績と貢献は神戸大学において50年に一人の逸材と言われていた。
ロチェスター大学における指導教員のロナルド・ジョーンズが1965年の論文で「My greatest debt is to Akihiro Amano」と述べるなど、指導教員にもその実力が認められていた。ロチェスター大学在学中に同大学で教鞭をとっていたロバート・フォーゲルの研究助手を務め、後にノーベル賞を受賞する業績に関連する研究の資料作成にもたずさわっていたとライオネル・マッケンジーが述懐していた。

## 活動
経済企画庁経済研究所においてEPA世界経済モデルの構築に貢献した。1990年代以降、研究対象を国際貿易から気候変動へ移行する。1993年には、気候変動に関する政府間パネル（IPCC）第三作業グループに参加、第二次評価報告書の第一章の執筆に貢献する。また環境省中央環境審議会委員として、京都議定書に定められた温室効果ガス排出削減目標を達成するために経済的手法（環境税・排出権取引制度）の導入を提言しており、現在の経団連による同手法への懐疑的なスタンスや自主的取組を中心とする温室効果ガス削減政策の実効性には批判的な立場を取っていた。

## 受賞
- 1978年 松永賞(社会科学部門)
- 1982年 日経・経済図書文化賞（『日本の国際収支と為替レート』）
- 1996年 環境保全功労者表彰
- 2000年 紫綬褒章受章
- 2009年 瑞宝中綬章受章[6]

## 著書

### 単著
- 『貿易と成長の理論』(神戸大学研究双書刊行会、1964年)
- 『経済学全集 26 第2版 国際金融論』（筑摩書房、1980年）
- 『貿易と対外投資の基礎理論』（有斐閣、1981年）
- 『日本の国際収支と為替レート』(有斐閣、1982年)
- 『どう変わる国際金融と円：21世紀に向けて』(通商産業調査会、1983年)
- 『貿易論』(筑摩書房、1986年)
- 『予測・世界の中の日本経済』(東洋経済新報社、1989年)
- 『国際収支と為替レートの基礎理論』(有斐閣、1990年)
- 『世界経済研究：発展と相互依存』(有斐閣、1994年)
- 『環境と経済の統合をめざす総合政策・入門』(有斐閣アルマ、1997年)
- 『地球温暖化の経済学』(日本経済新聞社、1997年)
- 『環境経済研究：環境と経済の統合に向けて』(有斐閣、2003年)
- 『環境問題の考え方』(関西学院大学出版会、2003年)
- 『排出取引 環境と発展を守る経済システムとは』（中公新書、2009年）

### 共著
- （小宮隆太郎）『国際経済学』（岩波書店、1972年）
- （大江瑞絵）『持続可能社会構築のフロンティア：環境経営と企業の社会的責任(CSR)』持続可能性研究会共編著（関西学院大学出版会、2004年）
- （國部克彦・松村寛一郎・玄場公規）『環境経営のイノベーション：企業競争力向上と持続可能社会の創造』（生産性出版、2006年）
- 『持続可能社会と市場経済システム』（関西学院大学出版会、2008年）

### 共編集
- （渡部福太郎）『国際経済論：理論と政策の現代的展開』(有斐閣、1975年)
- （森田恒幸） 『地球環境問題とグローバル・コミュニティ 岩波講座 環境経済・政策学 (第6巻)』（岩波書店、2002年）
- （太田勲・野津隆志）『スタディ・スキル入門 大学でしっかりと学ぶために』（有斐閣、2008年）

### 翻訳
- （ピーター・B.ケネン）『国際経済学』（東洋経済新報社、1965年）
- （J.ニーハンス）『国際金融のマクロ経済学』（井川一宏、出井文男共訳）（東京大学出版会、1986年）
- （F. ジェラルド・アダムス）『計量ビジネス予測入門：マクロ・ミクロ情報のリンケージ』（東洋経済新報社、1988年）
- （ジョン・ウィリアムス／マーカス・H・ミラー）『為替レートと国際協調：目標相場圏とマクロ経済政策』（東洋経済新報社、1988年）
- （ステファン・シュミット他）『金融市場と地球環境：持続可能な発展のためのファイナンス革命』（ダイヤモンド社、1997年）
- （IPCC）第3作業部会編『地球温暖化の経済・政策学 IPCC「気候変動に関する政府間パネル」第3作業部会報告』西岡秀三共監訳（中央法規出版、1997年）
- （OECD）『環境関連税制：その評価と導入戦略』（環境省総合環境政策局環境税研究会訳）（有斐閣、2002年）
- （ジェラルド・マーテン）『ヒューマン・エコロジー入門：持続可能な発展へのニュー・パラダイム』（関本秀一訳）（有斐閣、2005年）

## 主要論文
- "Neo-classical models of international trade and economic growth" 学位論文, 1963.
- "Determinants of comparative costs: A theoretical approach." Oxford Economic Papers, Vol. 16, No. 3, 389-400, 1964.
- "Biased technological progress and a Neoclassical theory of economic growth." Quarterly Journal of Economics, Vol. 78, No. 1, 129-138, 1964.
- "International factor movements and the terms of trade." The Canadian Journal of Economics and Political Science , Vol. 32, No. 4, 510-519, 1966.
- "Stability conditions in the pure theory of international trade: A rehabilitation of the Marshallian approach."  Quarterly Journal of Economics  , Vol. 82, No. 2, 326-339, 1968.
- "Specific factors, comparative advantage and international investment." Economica, Vol. 44, No. 174, 131-144, 1977.
- "Exchange Rate Simulations: A Comparative Study." European Economic Review , Vol. 30, No.1, 137-148, 1986.
- "A small forecasting model of the world oil market." Journal of Policy Modeling, Vol. 9, No.4, 615-635, 1987.
- "Energy prices and CO2 emissions in the 1990s." Journal of Policy Modeling, Vol. 12, No.3, 495-510, 1990.